# Nuoto ai campionati europei di nuoto 2018 - Staffetta 4x100 metri stile libero femminile
La staffetta 4x100 m stile libero femminile degli Europei 2018 si è svolta il 3 agosto 2018. Le batterie si sono svolte al mattino, mentre la finale è stata disputata nel pomeriggio dello stesso giorno.

## Podio
| Posizione | Oro                                                                                          | Argento                                                                       | Bronzo                                                                 |
| --------- | -------------------------------------------------------------------------------------------- | ----------------------------------------------------------------------------- | ---------------------------------------------------------------------- |
| Nazione   | Francia                                                                                      | Paesi Bassi                                                                   | Danimarca                                                              |
| Atleti    | Marie Wattel Charlotte Bonnet Margaux Fabre Béryl Gastaldello Anouchka Martin* Assia Touati* | Kim Busch Femke Heemskerk Kira Toussaint Ranomi Kromowidjojo Marjolein Delno* | Pernille Blume Signe Bro Julie Kepp Jensen Mie Nielsen Emily Gantriis* |

## Record
Prima della manifestazione il record del mondo (RM), il record europeo (EU) e il record dei campionati (RC) erano i seguenti:
|  | 3'30"05 | Australia   | 5 aprile 2018 Gold Coast |
|  | 3'31"72 | Paesi Bassi | 26 luglio 2009 Roma      |
|  | 3'33"62 | Paesi Bassi | 18 marzo 2008 Eindhoven  |

Durante la competizione non sono stati migliorati record.

## Risultati

### Batterie
| Pos. | Batteria | Corsia | Nazione       | Atlete | Tempo   | Note |
| ---- | -------- | ------ | ------------- | --- | ------- | ---- |
| 1    | 2        | 6      | Paesi Bassi   | Kim Busch (55"42) Kira Toussaint (54"93) Marjolein Delno (55"17) Femke Heemskerk (52"78)                      | 3'38"30 |      |
| 2    | 2        | 3      | Italia        | Giada Galizi (55"37) Federica Pellegrini (53"73) Laura Letrari (54"65) Erika Ferraioli (54"89)                | 3'38"64 |      |
| 3    | 1        | 3      | Francia       | Béryl Gastaldello (54"70) Margaux Fabre (54"55) Anouchka Martin (55"33) Assia Touati (54"55)                  | 3'39"13 |      |
| 4    | 2        | 5      | Russia        | Arina Opënyševa (54"90) Rozalija Nasretdinova (54"91) Valerija Salamatina (54"87) Viktorija Andreyeva (54"80) | 3'39"48 |      |
| 5    | 1        | 5      | Svizzera      | Maria Ugolkova (54"81) Alexandra Touretski (55"29) Nina Kost (55"01) Noémi Girardet (54"89)                   | 3'40"00 |      |
| 6    | 1        | 7      | Germania      | Annika Bruhn (54"69) Reva Foos (54"53) Johanna Roas (54"99) Marie Pietruschka (55"84)                         | 3'40"05 |      |
| 7    | 2        | 4      | Gran Bretagna | Lucy Hope (56"61) Anna Hopkin (54"55) Ellie Faulkner (55"46) Freya Anderson (53"56)                           | 3'40"18 |      |
| 8    | 1        | 6      | Danimarca     | Mie Nielsen (55"44) Julie Kepp Jensen (55"29) Emily Gantriis (55"96) Signe Bro (54"59)                        | 3'41"28 |      |
| 8    | 2        | 1      | Polonia       | Katarzyna Wąsik (55"18) Alicja Tchórz (55"09) Aleksandra Polańska (55"74) Anna Dowgiert (55"27)               | 3'41"28 |      |
| 10   | 2        | 2      | Svezia        | Louise Hansson (55"57) Ida Lindborg (55"73) Sara Junevik (56"49) Magdalena Kuras (55"38)                      | 3'43"17 |      |
| 11   | 1        | 1      | Israele       | Andrea Murez (55"12) Anastasya Gorbenko (55"25) Amit Ivry (57"33) Lea Polonsky (57"89)                        | 3'45"59 |      |
| 12   | 2        | 7      | Turchia       | Ekaterina Avramova (56"24) Selen Özbilen (56"43) Sezin Eligül (57"21) Zehra Duru Bilgin (58"56)               | 3'48"44 |      |
| 13   | 1        | 2      | Estonia       | Kertu Ly Alnek (56"73) Kertu Kaare (58"61) Margaret Markvardt (57"78) Aleksa Gold (56"55)                     | 3'49"67 |      |

### Finale
| Pos. | Corsia | Nazione       | Atlete                                                                                                  | Tempo   | Note |
| ---- | ------ | ------------- | --- | ------- | ---- |
|      | 3      | Francia       | Marie Wattel (54"35) Charlotte Bonnet (52"20) Margaux Fabre (54"41) Béryl Gastaldello (53"69)           | 3'34"65 |      |
|      | 4      | Paesi Bassi   | Kim Busch (54"75) Femke Heemskerk (52"33) Kira Toussaint (54"47) Ranomi Kromowidjojo (53"22)            | 3'34"77 |      |
|      | 0      | Danimarca     | Pernille Blume (52"83) Signe Bro (54"59) Julie Kepp Jensen (55"19) Mie Nielsen (54"42)                  | 3'37"03 |      |
| 4    | 1      | Gran Bretagna | Anna Hopkin (54"94) Siobhan-Marie O'Connor (54"15) Ellie Faulkner (54"95) Freya Anderson (53"22)        | 3'37"26 |      |
| 5    | 5      | Italia        | Giada Galizi (54"92) Erika Ferraioli (54"76) Laura Letrari (54"84) Federica Pellegrini (53"59)          | 3'38"11 |      |
| 6    | 6      | Russia        | Marija Kameneva (54"19) Arina Opënyševa (54"60) Valerija Salamatina (55"08) Viktorija Andreyeva (54"78) | 3'38"65 |      |
| 7    | 2      | Svizzera      | Maria Ugolkova (54"86) Alexandra Touretski (54"64) Nina Kost (54"42) Noémi Girardet (54"93)             | 3'38"85 |      |
| 8    | 7      | Germania      | Annika Bruhn (54"57) Reva Foos (54"83) Johanna Roas (54"93) Marie Pietruschka (55"04)                   | 3'39"37 |      |
| 9    | 8      | Polonia       | Katarzyna Wąsik (54"91) Alicja Tchórz (55"53) Aleksandra Polańska (55"60) Anna Dowgiert (54"90)         | 3'40"94 |      |